# Noorwegen op het Eurovisiesongfestival 1963
Melodi Grand Prix 1963 was de vierde editie van de liedjeswedstrijd die de Noorse deelnemer van het Eurovisiesongfestival oplevert. De finale werd  gepresenteerd door Odd Grythe. Het winnende lied werd gekozen door een tienkoppige jury.

## Uitslag
| Nr. | Artiest                         | Lied                            | Plaats | Punten |
| --- | ------------------------------- | ------------------------------- | ------ | ------ |
| 1   | Jens Book-Jenssen, Ray Adams    | Vi slentret langs en vårlig sti | 3      | 54     |
| 2   | Nora Brockstedt, Anita Thallaug | Drømmekjolen                    | 4      | 50     |
| 3   | Jan Høiland, Nora Brockstedt    | Solhverv                        | 1      | 81     |
| 4   | Anita Thallaug, Beate Brevik    | Adjø                            | 5      | 40     |
| 5   | Ray Adams, Jens Book-Jenssen    | Jakteskipperen                  | 2      | 59     |

- Elk lied werd twee keer gezongen een keer met een groot orkest en een keer met een klein combo.
- Nora Brockstedt won de Melodi Grand Prix voor de derde keer maar deze keer paste ze voor een eurovisiedeelname, officieel omdat ze andere verplichtingen had, maar er werd gefluisterd dat ze een slecht resultaat vreesde met Solhverv, Anita Thallaug werd in de plaats gestuurd en werd op het Eurovisiesongfestival 1963 laatste met 0 punten.

1960 · 1961 · 1962 · 1963 · 1964 · 1965 · 1966 · 1967 · 1968 · 1969 · 1970 · 1971 · 1972 · 1973 · 1974 · 1975 · 1976 · 1977 · 1978 · 1979 · 1980 · 1981 · 1982 · 1983 · 1984 · 1985 · 1986 · 1987 · 1988 · 1989 · 1990 · 1991 · 1992 · 1993 · 1994 · 1995 · 1996 · 1997 · 1998 · 1999 · 2000 · 2001 · 2002 · 2003 · 2004 · 2005 · 2006 · 2007 · 2008 · 2009 · 2010 · 2011 · 2012 · 2013 · 2014 · 2015 · 2016 · 2017 · 2018 · 2019 · 2020 · 2021 · 2022 · 2023 · 2024 · 2025